# Chasjoepse
Chasjoepse (Georgisch: ხაშუფსე; Abchazisch: Ҳашыԥсы, Chasjoepsy; Russisch: Хашупса, Chasjoepsa) is een dorp in de Georgische autonome en feitelijk afgescheiden republiek Abchazië, gelegen in het district Gagra. Het dorp ligt vier kilometer ten noordoosten van Gantiadi, op de linkeroever van de Chasjoepse-rivier. Het dorp wordt vrijwel geheel door Armeens bewoond. De belangrijkste trekpleister is de canyon in de Chasjoepse, enkele kilometers ten noorden van het dorp.

## Geschiedenis
Er is in het gebied al eeuwenlang menselijke bewoning getuige de ruïnes van een fort op een heuvel enkele kilometers ten noorden van de nederzetting. Het fort zou volgens sommigen uit de 1e of 2e eeuw stammen, maar anderen stellen dat het uit de middeleeuwen stamt (8e-10e eeuw). Het fort is opmerkelijk in het gebied ten westen van de stad Gagra. Het moderne dorp werd in 1899 gesticht door Armeens uit het Turkse Samsun.
Tot 1935 was de nederzetting onderdeel van de Gantiadi-dorpsgemeenschap, toen het met Vake en Imerchevi ervan werd afgescheiden en de Chasjoepse-dorpsgemeenschap gevormd werd.

## Demografie
Volgens de Abchazische volkstelling van 2011 woonden er 271 mensen in de dorpsgemeenschap Chasjoepse, bestaande uit de dorpen Chasjoepse, Vake en Imerchevi. Het dorp was op vijf personen na geheel Armeens bewoond (98,2%).
| Aantal                                                                                                   | 975 | 462 | 271 |
| Verantwoording data: 1926-2011. Noot: De Abchazische cijfers vanaf 1994 worden niet erkend door Georgië. |     |     |     |

## Bezienswaardigheden
- Chasjoepse-canyon: ruim een kilometer ten noorden van het dorp stroomt de Chasjoepsi-rivier door een bezienswaardige smalle kloof met steile wanden. Het noordelijke uiteinde van de kloof ligt twee kilometer verder bij de samenvloeiing van de Chasjoepse en Sandripsji-rivieren. Verder stroomopwaarts zijn ook verschillende kloven te vinden.[3]
- Ruïnes van een middeleeuws fort, een zeldzaamheid in dit gebied. Het fort ligt op een heuvel bij het noordelijke uiteinde van de canyon.